# Sdružení pro republiku – Republikánská strana Československa Miroslava Sládka
Sdružení pro republiku – Republikánská strana Československa Miroslava Sládka (zkratka SPR-RSČ Miroslava Sládka) je česká krajně pravicová politická strana. Vznikla v roce 2016 jako nástupkyně předchozí strany Sdružení pro republiku – Republikánská strana Československa. Během roku 2016 nesla po svém založení po několik měsíců název Sdružení pro republiku – Republikánská strana Československa 2016 (zkratka SPR-RSČ 2016). Předsedou strany je od jejího vzniku Miroslav Sládek.
V lednu 2022 navrhla vláda pozastavit činnost strany, protože neplní zákonné povinnosti. V dubnu 2023 Nejvyšší správní soud pozastavil na návrh vlády činnost strany, protože opakovaně nepředložila výroční finanční zprávy o svém hospodaření.

## Volební výsledky
Ve volbách do Senátu Parlamentu České republiky 2016 měla SPR-RSČ Miroslava Sládka čtyři kandidáty. Žádný z nich se nedostal do druhého kola. Nejlepšího výsledku dosáhl předseda strany Miroslav Sládek v obvodu č. 64 – Bruntál, kde obdržel 773 hlasů (3,27 %), a skončil tak na osmém místě z jedenácti kandidátů.
V krajských volbách 2016 měla SPR-RSČ Miroslava Sládka podané kandidátní listy ve všech krajích s výjimkou Libereckého, všechny kandidátky byly v rámci koalice s Patrioty České republiky a hnutím HOZK. Žádný z kandidátů se do krajských zastupitelstev nedostal.
Ve volbách do Poslanecké sněmovny Parlamentu České republiky 2017 měla SPR-RSČ Miroslava Sládka kandidátní listiny ve všech krajích, celkem na nich bylo 175 kandidátů. Celkově strana získala 9857 hlasů (0,19 %), a do Poslanecké sněmovny se tedy nedostala.
V komunálních volbách 2018 měla SPR-RSČ Miroslava Sládka 24 kandidátů na vlastních kandidátních listinách, a dále také společnou kandidátku s Dělnickou stranou sociální spravedlnosti. Žádné zastupitele strana nezískala.
Ve volbách do Evropského parlamentu 2019 měla SPR-RSČ Miroslava Sládka na vlastní kandidátní listině 28 kandidátů. Celkově strana získala 4284 hlasů (0,18 %), a do Evropského parlamentu se tedy nedostala.
Ve volbách do Evropského parlamentu v červnu 2024 strana podporovala koaliční kandidátní listinu s názvem ALIANCE ZA NEZÁVISLOST ČR – proti přijetí eura!; jejím lídrem byl Hynek Blaško. Členové SPR-RSČ Miroslava Sládka, včetně jejího předsedy, na této listině kandidovali za hnutí Aliance národních sil. Strana se z důvodu pozastavení její činnosti nemohla voleb zúčastnit přímo.
Ve volbách do PSP ČR v roce 2025 budou členové strany včetně jejího předsedy kandidovat za hnutí Česká republika na 1. místě!.